# Gənclik (Metro Baku)

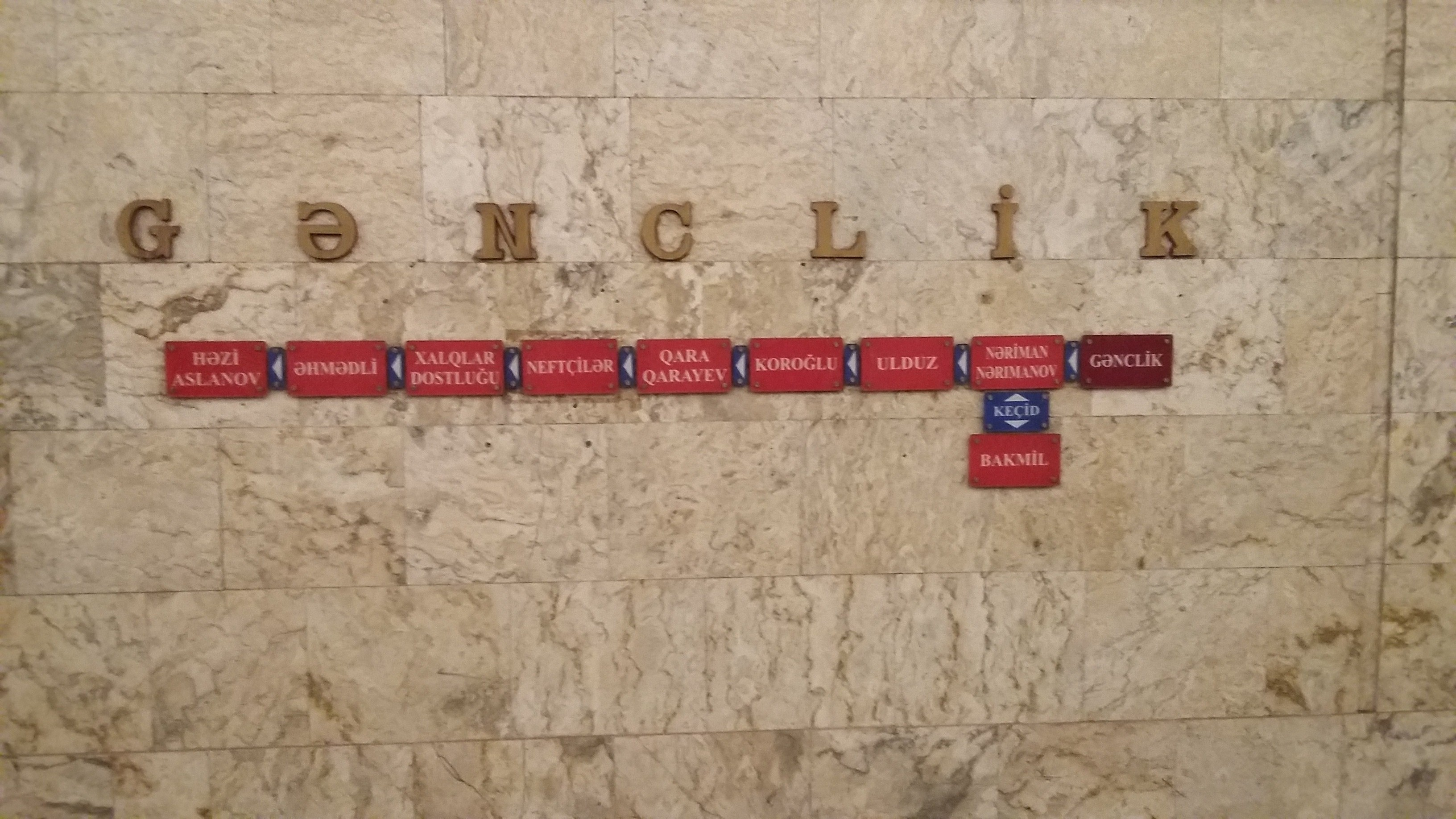
Die Wand im Bahnhof

Gənclik ist ein Knotenpunkt der Linien 1 und 2 der Metro Baku. Sie wurde am 6. November 1967 im Zuge der Einweihung der Metro Baku eröffnet. Seit der Eröffnung der Linie 2 im Jahr 1976 ist die Station ein Knotenpunkt.
Der Bahnhof verfügt über 4 Zugänge. Einer davon wurde 2016 eröffnet.
In den Zügen, die in den Bahnhof einfahren, erklingt ein Fragment des Liedes „Do You Remember?“.
In der Nähe befindet sich eine Bushaltestelle, wo die Linien 10, 26, 27, 33, 67, 199, 202 und 211 der Stadt Baku halten.